# 후벵 폰세카
조제 후벵 폰세카(José Rubem Fonseca, 1925년 5월 11일 ~ 2020년 4월 15일)는 브라질의 작가이다.